# Proskineza
Proskineza je starodaven iranski običaj priklanjanja pred vladarjem. Sodeč po reliefih iz Perzepolisa je običaj uvedel perzijski vladar Darej Veliki.
Stari Grki so, sodeč po Herodotu, običaj odklanjali, Aleksander Makedonski pa ga je sprejel. Na rimski dvor ga je uvedel cesar Dioklecijan, s čimer je označil uradni konec principata in začetek dominata, ki je bil podoben orientalskim absolutističnim monarhijam.